# Gibraltarbågen

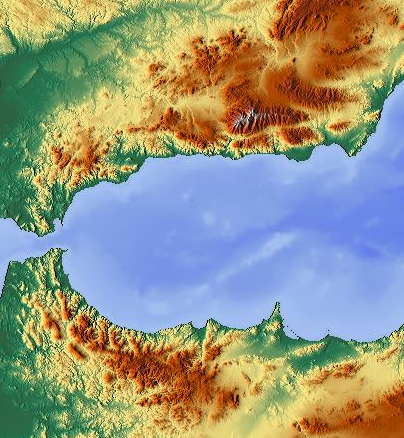
Gibraltarbågen

Gibraltarbågen är en båge av bergskedjor kring Alboránsjön i västra Medelhavet. Den består av Betiska kordiljäran på Iberiska halvön och Rifbergen i Nordafrika.
Geologiskt är Gibraltarbågen en ung bergskedjeveckning inom den så kallade alpina orogenesen, och har uppstått under de senaste 23 miljoner åren (neogen och kvartär) .